# حمدي حسن
د.حمدي حسن علي إبراهيم (12 أغسطس 1956 - 25 نوفمبر 2021)، هو سياسي مصري، شغل عضو مجلس الشعب المصري الدورة البرلمانية (2005 - 2010) عن دائرة مينا البصل وأمين الإعلام بالكتلة البرلمانية للإخوان المسلمين.

## المؤهلات الدراسية
- حاصل على بكالوريوس الطب والجراحة من كليةِ الطب جامعة الإسكندرية عام 1981م.
- حاصل على دبلوم الأنف والأذن والحنجرة عام 1993 كلية طب المنصورة.

## العمل السياسي والعام
- عضو مجلس الشعب الدورة البرلمانية {2000-2005} + دورة (2005 - 2010)
- عضو المجلس الشعبي المحلي لحي غرب الإسكندرية دورة 1992 - 1996
- عضو اتحاد الأطباء العرب
- عضو في الرابطة الدولية للبرلمانين المدافعين عن القضية الفلسطينية ومقرها بيروت
- عضو لجنة التنسيق بين النقابات المهنية
- مقرر لجنة العمل الوطني بنقابة الأطباء
- عضو لجنة المقاطعة
- عضو التحالف الوطني من أجل الإصلاح
- عضو المجلس المصري للثقافة والتنمية
- عضو مركز حوار للتنمية والإعلام
- عضو الجمعية المصرية لمكافحة البطالة
- عضو الجمعية الطبية الإسلامية

## وفاته
أعلن نشطاء مصريون، يوم الخميس 25 نوفمبر 2021، عن وفاة حمدي حسن في داخل محبسه في سجن العقرب "سيّئ السمعة"، جنوبي القاهرة، بعد أكثر من 8 سنوات من اعتقاله في 19 أغسطس 2013، على ذمة قضايا ذات طابع سياسي. وأكدوا أنه توفي بعد تردي أوضاعه الصحية وظروف حبسه، وسط اتهامات للسلطات المصرية بانتهاج القتل البطيء للمعتقلين السياسيين معارضي الانقلاب العسكري في سجونها.

## وصلات خارجية
- موقعه على النت
- صفحته على موقع نواب الإخوان
- صفحة النائب على موقع أمل الأمة
- المضابط الخاصة بالنائب، موقع مجلس الشعب المصري